# Rolvsøya
Rolvsøya (nordsamisk: Gádde-Iččát) er en ø i Måsøy kommune i Troms og Finnmark fylke i Norge. Rolvsøya ligger nord for Kvaløya og vest for Havøysund. Den har et areal på 89,14 km²}.
Der er hurtigbådsforbindelse fra Gunnarnes på Rolvsøy til Ingøy, Havøysund og Hammerfest.
Hurtigruteskipet DS «Richard With» blev torpederet og forliste ved Rolvsøy den 13. september 1941 hvorved 103 mennesker omkom. Skibet blev torpederet af en britisk ubåd.